# Bortigiadas
Bortigiadas – miejscowość i gmina we Włoszech, w regionie Sardynia, w prowincji Sassari. Graniczy z Aggius, Perfugas, Santa Maria Coghinas, Tempio Pausania i Viddalba.
Według danych na rok 2004 gminę zamieszkiwało 890 osób, 11,7 os./km².